# Ioan Nicolescu
Ioan V. Nicolescu (n. 1911) a fost un chimist român, profesor la Universitatea din București. A făcut cercetări în domeniul hidrocarburilor și al catalizei eterogene. Totodată, acesta a elaborat o metodă de obținere a hidrocarburilor aromatice.

## Contribuții

### Facultatea de Chimie Tehnologică și Cataliză
Ioan V. Nicolescu a înființat Facultatea de Chimie din România, secțiunea de chimie tehnologică și cataliză în anul 1948, ce a inițiat și dezvoltat învățământul la nivel universitar în acest domeniu. 

### Opere
Printre principalele opere scrise de Ioan Nicolescu se numără Tehnologie chimică generală, publicată în anul 1960.

## Distincții
- Ordinul Muncii clasa a III-a (13 octombrie 1964) „cu prilejul aniversarii a 100 de ani de la înființarea Universității din București, pentru activitate îndelungată, contribuție în dezvoltarea științei și merite deosebite în dezvoltarea învățămîntului superior”[2]
- Ordinul „Steaua Republicii Socialiste România” clasa a V-a (20 aprilie 1971) „pentru merite deosebite în opera de construire a socialismului, cu prilejul aniversării a 50 de ani de la constituirea Partidului Comunist Român”[3]